# Nannoscincus rankini
Nannoscincus rankini är en ödleart som beskrevs av  Ross A. Sadlier 1987. Nannoscincus rankini ingår i släktet Nannoscincus och familjen skinkar. Inga underarter finns listade i Catalogue of Life. Artepitetet i det vetenskapliga namnet hedrar Peter Rankin som var tillsammans med på Ross A. Sadlier ön för att samla djur.
Exemplaren har en delvis genomskinlig skiva i nedre ögonlocket. Öronöppningarna är nästan osynliga. Hos vuxna individer är kroppsfärgen nästan enhetlig. De har en mörkbrun ovansida och en ljusbrun undersida. Hos ungdjur finns ljusa punkter på huvudet och bruna fläckar på undersidan.
Arten förekommer i en mindre region på centrala Nya Kaledonien. Den hittades i områden vid 900 meter över havet. Exemplaren lever i tropiska skogar och vistas på marken. De gräver i lövskiktet och i jorden mellan stenar.
Beståndet hotas av svindjur och partåiga hovdjur som gräver i samma lövskikt och förstör habitatet. Reviret är uppskattningsvis 4 km² stort. IUCN kategoriserar arten globalt som akut hotad.